# Mariano Kestelboim Marcos
Mariano Kestelboim Marcos (Ciudad de México, 23 de septiembre de 1977) es un economista argentino, docente universitario e investigador. Actualmente, es consultor de empresas y cámaras industriales. Se desempeñó como Representante Permanente de la República Argentina para el Mercosur y la Asociación Latinoamericana de Integración (ALADI). Designado como Embajador Extraordinario y Plenipotenciario el 13 de mayo de 2020 (Dec. Nº 466/2020).

## Carrera profesional
Antes de ser nombrado Embajador, Kestelboim fue Director Ejecutivo y Economista Jefe de la Fundación Pro Tejer (2004-2013). Luego de haber trabajado en esa fundación, se desempeñó como Economista Jefe de la CGERA y de la AOT (2013-2015). Entre 2013 y 2020, fue consultor de diversas empresas y cámaras industriales, especializado en políticas comerciales internacionales e industria (2013-2020). Columnista del diario BAE Negocios (2018-2020) y del suplemento económico Cash del diario Página/12 (2013-2020).

## Formación académica
Se graduó como Licenciado en Economía de la UBA en el año 2002, realizó estudios de maestría en Historia Económica de las Políticas Económicas en la UBA (2002-2004). Es Técnico Superior en Periodismo (recibido en TEA en 1998).

## Docencia
Kestelboim es profesor adjunto regular desde 2016 de la asignatura Economía Mundial de la Licenciatura en Economía en la Universidad Nacional de Avellaneda. Entre 2015 y 2018, fue profesor adjunto interino de la asignatura Macroeconomía y Política Económica de la Facultad de Ciencias Económicas de la  UBA (2015-2018), y fue previamente auxiliar docente interino de las materias Microeconomía y Organización Industrial en esa misma casa de estudios. Profesor de  Estructura Productiva Argentina, entre 2018 y 2019, en la UMET (Universidad Metropolitana para la Educación y el Trabajo).

## Vida personal
Mariano Kestelboim nació en México durante el exilio de su familia por la última dictadura militar en la Argentina; está casado y tiene una hija y un hijo. Su padre, Mario Kestelboim, fue decano de la Facultad de Derecho de la UBA, Defensor General de la Ciudad de Buenos Aires y un reconocido defensor de los derechos humanos en nuestro país. Su abuelo materno, César Marcos, fue un referente central en la organización de la Resistencia peronista y una de las influencias ideológicas determinantes de John William Cooke.

## Principales publicaciones
- Economía Política. [11] Santiago Fraschina y Mariano Kestelboim coordinadores 2018. Buenos Aires, Argentina. Editorial Maipue.

- MERCOSUR: Una política de Estado [12] (coordinador) 2021. Montevideo, Uruguay. Representación Argentina para MERCOSUR y ALADI.

- Manual del Economista Serio, Sebastián Fernández y Mariano Kestelboim 2021. Buenos Aires, Argentina. Editorial Continente[13] ".